# Phebe Parkinson

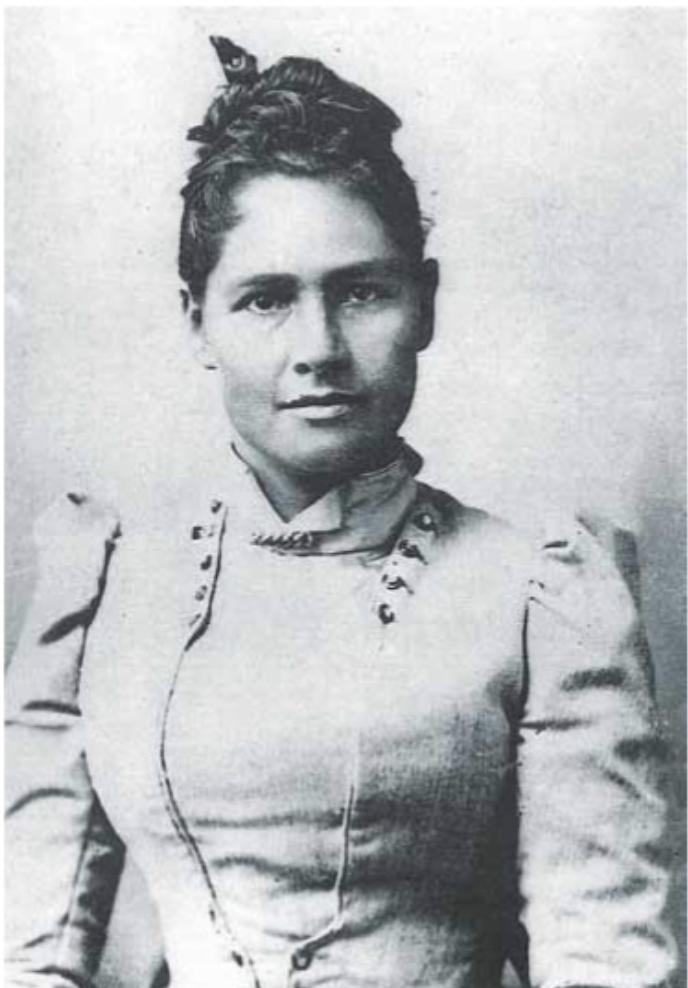
Phebe Parkinson (1905)

Phebe (auch zum Teil Phoebe) Clothilde Parkinson, geboren als Phebe Clothilde Coe, auch „Miti“ genannt (* 5. Juni 1863 auf Savaiʻi; † 28. Mai 1944 im Internierungslager Bo nahe Namatanai, Neuirland), war eine samoanisch-amerikanische Plantagenbesitzerin und autodidaktische Ethnologin zur Zeit der deutschen Kolonialherrschaft in Neuguinea. Sie war eine der ganz wenigen prägenden Frauenfiguren in der Kolonialzeit Neuguineas, die sich insbesondere durch einen respektvollen Umgang mit Einheimischen auszeichnete und sich auch hierdurch ihre herausragende Stellung erarbeitete. Ihre Schwester war die zu der Zeit weithin bekannte Queen Emma. Sie war mit dem Ethnologen Richard Parkinson (1844–1909) verheiratet.

## Leben
Phebes Vater, der US-Amerikaner Jonas Myndersse Coe (1823–1891), war 1837 als Walfänger nach Samoa gekommen und war dort später als Konsul der US-Regierung tätig. In zweiter Ehe hatte er die Prinzessin Le’utu Joana Talelatale Malietoa († 1905) geheiratet. Sie war das achte und letzte Kind aus dieser Verbindung. Die Eltern trennten sich noch vor ihrer Geburt.
Phebe lebte zunächst mit der Familie ihrer Mutter in Falealili, kam aber etwa im Alter von zehn Jahren zu ihrem Vater und dessen zweiter Frau nach Apia, wo sie eine katholische Missionsschule besuchte. Einen großen Einfluss auf Phebe hatte bereits zu dieser Zeit ihre ältere Schwester Emma, die Schulen in Sydney und San Francisco besucht hatte und 1869 nach Samoa zurückgekehrt war. Gemäß den Wünschen ihres Vaters orientierte sich Phebe, ebenso wie ihre Geschwister, an einem westlich-europäischen Lebensstil. Er unternahm große Anstrengungen, um seine Kinder in den elitären ausländischen Kreisen von Apia vorteilhaft zu positionieren. Entsprechend mussten die Kinder Englisch (sowie Samoanisch) sprechen, sich nach amerikanischen bürgerlichen Normen kleiden und amerikanischen Sitten entsprechen. So durften Phebe und ihre Schwester keine Partys mit sogenannten „gemischtrassigen“ Paaren besuchen, es sei denn, diese waren offiziell verheiratet. Die Erziehung nach den engen und strengen Maßstäben des Vaters schloss auch die Partnerwahl ein. In der Folge ehelichte Phebe bereits 1879 den Deutschen Richard Parkinson, der 1875 als Vertreter des Hamburger Handelshauses J.C. Godeffroy & Sohn nach Samoa gekommen war. Anfang 1882 verließ Phebe mit ihrem Mann, ihrer Mutter und ihrem ersten Kind Samoa, um bei ihrer Schwester Emma zu leben, die zusammen mit ihrem Mann Thomas Farrell zu dieser Zeit bereits umfangreichen Landbesitz auf der Insel Mioko erworben hatte. In der Folge unterstützte Richard seine Schwägerin Emma und ihren Mann bei weiteren Landkäufen auf der Gazelle-Halbinsel und die Familie wurde auf der Ralum-Plantage, etwas westlich von Herbertshöhe (heute Kokopo), einem der Hauptorte der deutschen Kolonialbestrebungen in der Region, heimisch.
Nach dem Tod ihres Mannes 1888 führte Emma die umfangreichen Besitzungen mit der Gründung der Firma E. E. Forsayth & Co., benannt nach ihrem vorigen Namen aus der Ehe mit James Forsayth, zusammen und wurde zu dieser Zeit als „Queen Emma“ bekannt.
Unterdessen hatte sich Phebe als fähige Plantagenmanagerin und Beschafferin von Arbeitskräften aus Neubritannien, Bougainville und von den Salomoninseln im Dienste ihrer Schwester etabliert. Sie wurde als „Miti“, Pidgin-Englisch für Frau, bekannt und hatte nützliche Landessprachen gelernt (darunter sowohl Deutsch als auch Kuanua, die Sprache der Tolai). Obwohl Phebe nicht vom rassischen Denken ausgenommen war, das damals gegenüber den Melanesiern vorherrschte, hatte sie eine ungewöhnliche Bereitschaft, mit den Einheimischen zu leben und zu arbeiten. Zu lokalen Führern und Gemeinschaften hatte sie bereits enge Verbindungen aufgebaut und sicherte durch ihre Fürsorge und ihren Respekt gegenüber den einheimischen Arbeitern die Loyalität der Arbeiterschaft. Dieser Ansatz und ihr ungewöhnliches Interesse an diesen Völkern war bemerkenswert.
Als Anfang der 1890er Jahre Richard seine Tätigkeiten zugunsten von ethnologischen Studien zurückstellte, unterstützte ihn Phebe und schaffte sich schnell einen Ruf als Kulturexpertin, Artefaktsammlerin, Beraterin und Übersetzerin im lokalen Umfeld Nord-Neuguineas. So hing auch ein Großteil der Recherche zu Richards enorm erfolgreichem Buch Dreißig Jahre in der Südsee (1907) von Phebe und ihren erworbenen Sprachkenntnissen ab.

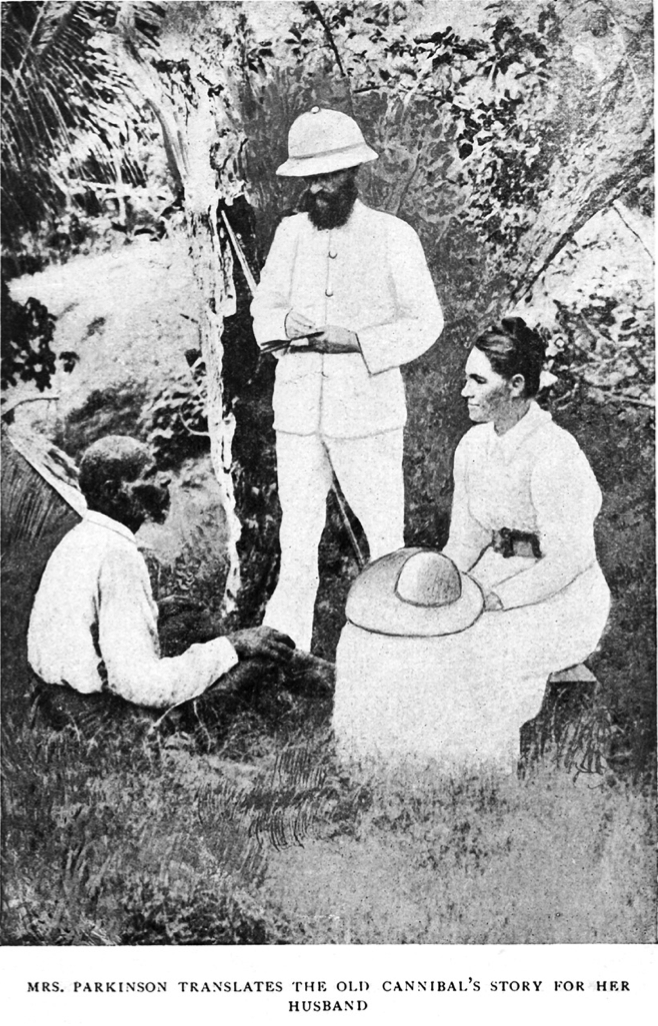
Phebe Parkinson übersetzt für ihren Mann Richard

Phebe gelang es, ihre Kultur- und Wissenschaftsarbeit mit ihrer Tätigkeit als Personalvermittlerin und Plantagenmanagerin zu kombinieren, indem sie Reisen zur Rekrutierung von Arbeitern mit ihren Forschungs- und Sammlungszwecken verband. Als ihr Ehemann Ende der 1890er Jahre erkrankte, übernahm Phebe die Sammlungsarbeit der kulturellen Güter und sprachlichen Aufzeichnungen sowie auch den Verkauf unter Zuhilfenahme ihres gemeinsamen Netzwerks von Korrespondenten, Händlern und Museen. Die hierdurch zusammengetragenen und beschriebenen Stücke sind heute in Museen in Australien, Europa und Amerika zu finden.
Die Korrespondenz verfasste allerdings weiterhin Richard, der den Beitrag seiner Frau nicht explizit berücksichtigte. Erst nach seinem Tod, als Phebe die Arbeiten ohne ihn fortführte, wurde ihre Rolle publik.
1905 starb ihre Mutter und bereits vorher hatte Phebes Sohn Otto Suizid begangen, anscheinend wegen einer Lappalie, die auch eine geringe Geldforderung seiner Tante Queen Emma beinhaltete.
Die beiden Ereignisse und die Entfernung entfremdeten die Schwestern zunehmend. Etwa 1908 zog Phebe mit ihrem Mann auf ihre eigene Plantage Kuradui, nordwestlich von Herbertshöhe, blieb aber weiter als Managerin der Plantagen Emmas tätig. Im Jahr darauf verkaufte Emma ihr Unternehmen schließlich an den deutschen Kaufmann Heinrich Rudolph Wahlen und zog endgültig nach Australien.
Aufgrund seines sich verschlechternden Gesundheitszustandes verkauften Richard und Phebe den Großteil ihrer in Ralum beheimateten Sammlung an das Field Museum of Natural History in Chicago. Kurz bevor die Chicago-Zahlung für seine Sammlung im Bismarck-Archipel eintraf, verstarb Richard Parkinson am 24. Juli 1909 nach längerer Krankheit. Er wurde auf dem Familienfriedhof in Kuradui beigesetzt, wo sein Grab erhalten ist.
Somit blieb Phebe mit einem Großteil ihrer Familie in Neuguinea zurück, durch ihren Plantagenbesitz jedoch wirtschaftlich abgesichert und in gutem Kontakt mit den deutschen Kolonialbeamten.
Der Erste Weltkrieg änderte diese Situation. Das System der deutschen Kolonialverwaltung sowie der Markt für Plantagenprodukte brachen zusammen. Der Familie drohte seitens der australischen Kolonialverwaltung Enteignung und sie wurden der Kollaboration mit den Deutschen beschuldigt. Erst 1922 wurde das Aufenthaltsrecht für die Familie bestätigt. In dieser Zeit war Phebe gezwungen, ihre Plantage zu verkaufen und ihre Familie durch Verkäufe von Artefakten über Wasser zu halten. Allerdings war sie weiterhin eine bekannte und respektierte Persönlichkeit.
Ende der 1920er Jahre wollte Margaret Mead, die amerikanische Anthropologin, eine Biographie über Phebe verfassen, auch um sie wirtschaftlich zu unterstützen. Mead hatte Phebe zu ihren Studien bezüglich Samoa, die auch Grundlage für ihr berühmtestes Werk Coming of Age in Samoa (Veröffentlichung 1928) waren, herangezogen und mehrfach getroffen, daher fühlte sie sich ihr verpflichtet. Die Weltwirtschaftskrise verhinderte letztlich, dass das Buch zustande kam. Mead unterstützte Phebe aber immerhin mit Geldzahlungen, ihre Lage blieb allerdings sehr angespannt. Zuletzt trafen sich die Frauen 1934.
Während des Zweiten Weltkriegs besetzten die Japaner Neuguinea. Die australischen Siedler hatten bereits nach dem Angriff auf Pearl Harbor das Land verlassen und die meisten der verbleibenden Siedler wurden kurz vor der japanischen Landung evakuiert – allerdings nicht Phebe oder ihre Familie, die anscheinend erneut wegen ihrer deutschen Abstammung und Verbindungen weder zur Evakuierung vorgesehen noch gewarnt worden waren. Die Japaner ließen die Familie zunächst unbehelligt auf der Plantage ihres Enkels Rudolf Diercke, Sohn ihrer Tochter Helene, bei Komalu auf Neuirland. Als allerdings dort in der Nähe eine amerikanische B-17 am 7. März 1943 notlanden musste und die Familie der Besatzung Hilfe leistete, brachten die Japaner die Familie in ein Internierungslager in Namatanai. Aufgrund der mangelhaften Versorgungslage verstarb Phebe dort am 26. Mai 1944 (nach anderen Quellen am 27. bzw. 28. Mai). Phebe Parkinson wurde auf dem Lagerfriedhof beigesetzt. 2004 wurde ihr Leichnam auf den Familienfriedhof in Kuradui umgebettet, auf dem auch ihr Mann begraben liegt.

## Nachkommen
Phebe hatte mit ihrem Mann insgesamt zwölf Kinder. Anfang der 1930er Jahre waren allerdings nur noch fünf von ihnen am Leben. Die Söhne Otto und Albert begingen Anfang der 1900er Jahre Suizid.
Die Tochter Helene Blanche (Nellie) (1883–1933) folgte dem Beispiel ihrer Mutter und heiratete am 12. Januar 1901 den Deutschen Carl Wilhelm Heinrich Diercke (1872–1915), den Sohn des Pädagogen und Kartographen Carl Diercke (1842–1913), der als Herausgeber des Diercke-Schulatlas Bekanntheit erlangte. Eine weitere Tochter Johanna (Dolly) heiratete 1918 den Plantagenbesitzer Peter Karl Gustav Uechtritz.

## Wertung und Rezeption

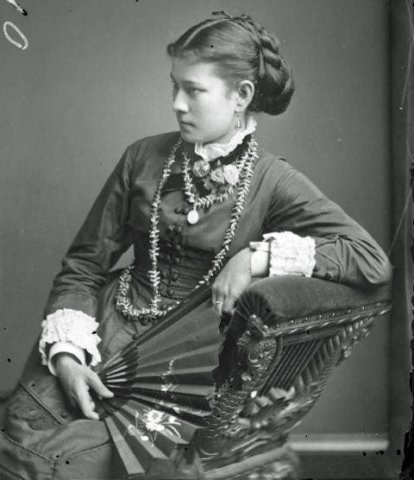
Portraitphoto Phebe Parkinson.

Phebe Parkinson war, neben ihrer Schwester Emma, eine der prägenden Frauenfiguren der Kolonialzeit Neuguineas. Ihre herausragende Stellung erreichte sie, obwohl sie als „gemischtrassig“ angesehen wurde und die Plantagenwirtschaft, in der sie tätig war und die die Kolonie prägte, absolut männlich dominiert war. Trotzdem gehörte sie zu einer der wohlhabendsten dortigen Familien, deren gesellschaftlicher Aufstieg beispielhaft war. Sie unterhielt gute Kontakte zu allen Größen des deutschen Koloniallebens in der Südsee, unter anderem auch zum Gouverneur der Kolonie Albert Hahl, der ihr freundschaftlich verbunden war.
Anders als ihre Schwester beteiligte sich Phebe allerdings so gut wie nicht am gesellschaftlichen Leben der Kolonie und mied auch die von ihrer Schwester gegebenen Partys – ansonsten Höhepunkte des gesellschaftlichen Lebens Neuguineas. Im Gegenteil war Phebe von dem Verhalten vieler Europäer und deren latentem Rassismus und Sexismus gerade gegenüber den Frauen mit einheimischen Wurzeln, den sie und ihre Kinder deutlicher spürten als ihre besser integrierte Schwester, abgestoßen.
Auch im Hinblick auf ihre wissenschaftliche Arbeit, ebenfalls eine Domäne „weißer“ Männer in dieser Zeit, unterschied sie sich stark vom Rollenbild der „gemischtrassigen“ Frau in dieser Zeit und auch von ihrer Schwester.
Die australische Autorin Lilian Overell widmete Phebe in ihrem Buch A Woman’s Impression of German New Guinea (erschienen 1929) eine Biographie. Overell hatte Phebe dazu auch persönlich getroffen. Eine weitere kurze Biographie, verfasst von Margaret Mead, wurde schließlich doch noch 1960 veröffentlicht, die Phebes Leben in einer „Zwischenwelt“ zwischen einheimischer und europäischer Lebenswelt darstellt.
In der australischen Miniserie Emma – Königin der Südsee (englisch Emma: Queen of the South Seas) von 1988 von dem australischen Fernsehsender Network 10, die das Leben ihrer Schwester thematisiert, wurde die Rolle der Phebe von der australischen Schauspielerin Rebecca Rigg übernommen.
2004 entstand für die australische Fernsehreihe Australian Story eine Dokumentation über Phebe Parkinson und die Umbettung ihres Leichnams von Neuirland nach Kuradui durch ihre Nachkommen.